# Тарас Бульба (фильм, 1909)
«Тарас Бульба» — немой короткометражный фильм, первая экранизация повести Гоголя «Тарас Бульба».

## Критика
Эти первые инсценировки (короткометражные) представляли собой примитивные киноиллюстрации на тему наиболее эффективных и завлекательных эпизодов того или иного произведения, ни сюжетно, ни смыслово не связанные друг с другом. В лучшем случае сохранялось некоторое подобие фабулы, втиснутой в две-три части. <…> Так же были инсценированы «Тарас Бульба», «Мазепа» и т. д. Это хищническое освоение классики встречало протест со стороны наиболее культурной части кинозрителей.

## Технические факты
Драма. 240 м. 
Ателье А. Дранкова 
Выпуск 30.V.1909. 
Реж. и опер. Александр Дранков. Актёры: Анисим Суслов, Леонид Манько, Д.Черновская. 
По повести Н. В. Гоголя.